# Maria Reiche
Pour les articles homonymes, voir Reiche.
Maria Reiche, née le 15 mai 1903 à Dresde (Royaume de Saxe) et morte le 8 juin 1998 à Lima (Pérou), est une archéologue allemande, qui a consacré la majeure partie de sa vie à l'étude archéologique et à la préservation des géoglyphes nazcas du Pérou. 
Sa théorie est que les géoglyphes avaient une fonction astronomique liée à l'agriculture.

## Biographie
Maria Reiche est née à Dresde le 15 mai 1903. Elle étudie l'astronomie, les mathématiques, la géographie et les langues étrangères à l'université technique de Dresde. Elle est l'aînée des trois enfants du juge Felix Reiche-Grosse et de sa femme Elisabeth.
Elle perd son père durant la Première Guerre mondiale, et souhaite fuir les horreurs européennes. Elle ne s’entend pas avec sa mère, qui veut la voir mener une vie classique de femme au foyer germanique. Mais Maria est jeune et rêve d’aventure. Un premier voyage au Pérou la convainc : elle n’est pas faite pour l’Allemagne. Elle retourne dans les Andes en 1934, mais n’obtient que de menus boulots qui ne comblent pas sa curiosité intellectuelle. Elle change donc régulièrement de travail et, les années passant, elle atterrit au prestigieux musée National de Lima, où elle travaille comme traductrice dans le bureau de Julio Tello, le fondateur de l’archéologie péruvienne.
En 1981, Maria Reiche est encore à Nazca, ville qui l'héberge dans son principal hôtel. Elle savait transmettre ses convictions avec force mais peu de voix.

## Les lignes de Nazca
En 1938, Maria Reiche devient l'assistante de Paul Kosok, un historien américain de l'université de Long Island à Brooklyn (New York) qui étudie les anciens systèmes d'irrigation au Pérou. Kosok ne parle pas espagnol et cherche un traducteur pour faciliter ses recherches. Il trouve en Maria Reiche, une polyglotte qui parle cinq langues et apprend le quechua, la candidate idéale.  
En juin 1941, Kosok avait remarqué que des lignes dans le désert convergeaient vers le point correspondant au solstice d'hiver dans l'hémisphère sud. Kosok et Reiche commencèrent à étudier et cartographier les lignes, en les reliant à des événements astronomiques. Ensuite, Reiche trouva des lignes convergeant vers le solstice d'été et développa une théorie selon laquelle les lignes formaient une sorte de calendrier céleste. En 1946 environ, Reiche commença à cartographier les figures représentées par les lignes de Nazca et détermina qu'elles représentaient 18 sortes différentes d'animaux et de végétaux. 
Après que Kosok partit en 1948, lors de son deuxième voyage d'études au Pérou, Reiche continua à cartographier le site. Elle eut recours à son expertise en tant que mathématicienne pour analyser comment les Nazca avaient pu créer des figures à une telle échelle : la précision mathématique était en effet très rigoureuse. Reiche a élaboré une théorie selon laquelle les populations qui construisirent ces lignes les utilisaient comme un calendrier solaire ou en tant qu'observatoire des cycles astronomiques.
On surnomma Maria Reiche « la Dame aux lignes » ou « la Dame de Nazca ».

## Publications
- Los dibujos gigantescos en el suelo de las pampas de Nasca y Palpa. Descripción y ensayo de interpretación, Editora Médica, Jirón Azángaro 906, Lima, 1948
- Vorgeschichtliche Scharrbilder in Peru, dans Photographie und Forschung. Werkszeitung ZEISS-IKON., vol. 6, no 4, 1954
- Geoglifos prehistoricos en el Perú (orig.: Prehistoric Ground Drawing In Peru); Stuttgart, Offiz Indruck A.G., 1955.
- Vorgeschichtliche Bodenzeichnungen in Peru, dans  Die Umschau in Wissenschaft und Technik., 55e année (1955), no 11
- Secreto de la Pampa, 1968
- El pájaro Anunciador del Inti Raymi
- Contribuciones a la geometría y la astronomía en el antiguo Perú ; todos: edición del autor y de Dr. Renate Reiche, Stuttgart, 1968
- Geheimnis der Wüste. Mystery on the Desert. Secreto de la Pampa, Stuttgart-Vaihingen, auto-édition, 1968
- Peruanische Erdzeichnungen/Peruvian ground drawings, Munich, Kunstraum München e.V., 1974

## Controverse
Les travaux de l’archéologue et mathématicienne Maria Reiche sur les lignes de Nazca, au Pérou, sont à la fois pionniers et controversés. Elle a consacré sa vie à la documentation et à la préservation de ces géoglyphes, soutenant qu’ils représentaient un calendrier astronomique utilisé par les anciens Nazcas. Cette thèse, développée dès les années 1940, a permis de sensibiliser l’opinion internationale à la valeur scientifique et patrimoniale du site, contribuant in fine à son classement au patrimoine mondial de l’UNESCO. Toutefois, ses interprétations astronomiques ont été largement remises en question par des études ultérieures, notamment celles de Gerald Hawkins et Anthony Aveni, qui ont démontré que les orientations des lignes ne présentent pas de corrélation statistiquement significative avec des phénomènes célestes récurrents, solstices, équinoxes ou étoiles brillantes, ce qui invalide l’hypothèse d’un calendrier céleste,,,,. Le modèle de Reiche repose en effet sur des corrélations isolées, sans validation méthodique par un protocole rigoureux. Ainsi, si son apport en matière de conservation et de cartographie est indéniable, son hypothèse d’un observatoire astronomique souffre d’un faible niveau de preuve scientifique, et doit être reclassée aujourd’hui comme une interprétation symbolique plutôt qu’un fait archéoastronomique établi. Cette évolution illustre le nécessaire passage d’une intuition érudite à une méthode falsifiable, au cœur des exigences contemporaines de l’archéologie scientifique.